# Колегов, Алексей Олегович
Алексей Олегович Колегов (17 июля 1970, Сыктывкар) — российский общественный деятель националистического толка и предприниматель.
Родился в семье преподавателей. Закончил Сыктывкарский сельско-хозяйственный техникум (1989) по специальности «Агроном». Высшее образование получил в Коми республиканской государственной академии государственной службы, по специализации — государственное регулирование экономики (2004). С 1992 года занимается бизнесом.
В 2008 году создал и возглавил национально-патриотическую организацию «Рубеж Севера» (признана экстремистской и запрещена в ноябре 2016 года). Создал информационное агентство «Рубеж Севера».
В 2012 году организовал национально-социалистическое движение «Зырянский союз». В 2015 году был привлечён к уголовной ответственности за участие в акции Оккупай-педофиляй.
В 2019 году выступил против свалки в Шиесе, призывал к физическому противостоянию. В обзоре Новой Газеты утверждалось, что идея привлечения к протестному движению известных в регионе националистов была выдвинута провластными политтехнологами, чтобы отвратить от движения неприязненно относящихся к национализму части протестующих, а также чтобы спровоцировать насилие и оправдать применение силы для разгона митингов протеста.
Выступал в качестве продюсера фильмов — «Должник» и «Меломан», в «Должнике» сыграл одну из главных ролей. «Меломан» — первый художественный фильм в Республике Коми который получил прокатное удостоверение и был показан на большом экране в кинотеатрах «Кронверк-Синема».